# 貢奇布里德
51°4′25″N 24°53′31″E / 51.07361°N 24.89194°E
貢奇布里德（烏克蘭語：Гончий Брід），是烏克蘭的村落，位於該國西部沃倫州，由科韋利區負責管轄，始建於1570年，面積0.09平方公里，海拔高度183米，2001年人口134，人口密度每平方公里145,652人。